# Oriopsis alata
Oriopsis alata är en ringmaskart som först beskrevs av Ehlers 1897.  Oriopsis alata ingår i släktet Oriopsis och familjen Sabellidae.
Artens utbredningsområde är havet kring Nya Zeeland. Utöver nominatformen finns också underarten O. a. pectinata.